# تشاه أسفوني
تشاه أسفوني (بالفارسية: چاه اسفونی) هي قرية تقع في قسم بسكلوت الريفي في إيران.